# تلراك
قرية تلراك هي إحدى القرى التابعة لمركز أولاد صقر في محافظة الشرقية في جمهورية مصر العربية. حسب إحصاءات سنة 2006، بلغ إجمالي السكان في تلراك 27030 نسمة، منهم 13709 رجل و13321 امرأة.

## التاريخ
قرية تلراك من القرى القديمة، حيث وردت باسم «تل الأراك» في أعمال الشرقية ضمن قرى الروك الصلاحي التي أحصاها ابن مماتي في كتاب قوانين الدواوين. كما وردت باسم «تلّي الأراك» في أعمال الشرقية ضمن قرى الروك الناصري التي أحصاها ابن الجيعان في كتاب «التحفة السنية بأسماء البلاد المصرية». وفي العصر العثماني كان اسمها في التربيع العثماني الذي أجراه الوالي العثماني سليمان باشا الخادم في عصر السلطان العثماني سليمان القانوني «تلا الأراك» ضمن قرى ولاية الشرقية، وفي تاريخ 1228هـ/1813م الذي عدّ قرى مصر بعد المسح الذي قام به محمد علي باشا باسم «تلراك» ضمن قرى مديرية الشرقية.